# Église Sainte-Anne de Vilnius
L'église Sainte-Anne est une église catholique, située dans la vieille ville de Vilnius, rue Mairono. De style gothique tardif, elle constitue l'un des monuments les plus représentatifs du centre historique. Elle est ouverte tous les jours de mai à septembre, sauf le lundi, de 10 h à 18 h, et d'octobre à avril une demi-heure avant les messes. Celles-ci ont lieu à 17 h 30 en semaine et les dimanches et jours de fête à 9 h et 11 h, en langue lituanienne.

## Histoire
Il est fait mention en 1394 d'une première église de bois dédiée à sainte Anne, mère de la Vierge, et patronne de la première épouse de Vytautas le Grand. On construit une nouvelle église de pierre entre 1495 et 1500 qui est consacrée en 1501. Elle abrite les pères bernardins lorsque leur église est démolie en 1502, puis redevient église paroissiale, sous la protection du grand-duc Alexandre Ier Jagellon (1560-1506).
L'on pense, sans en être certain, que l'architecte de l'église est Nicolai Eckinger, natif de Dantzig qui construit aussi le monastère des Bernardins. Une autre hypothèse donne celle de Benedikt Reit, architecte de la cathédrale de Prague. 
Cette église est typique de l'influence de l'architecture gothique en brique, qui s'est répandue autour de la mer Baltique à partir des villes hanséatiques. La Lituanie a peu de monuments d'influence allemande, et la christianisation fut très tardive (elle ne devient importante qu'à partir de 1386), ce pays ne comporte pas de véritable ville hanséatique allemande ni de château de l'ordre Teutonique, contrairement à la Lettonie et l'Estonie. Cependant Vilnius et Kaunas ont été régies par le droit de Magdebourg et sont donc marquées par cette influence. Les rares monuments gothiques de Lituanie relèvent donc d'une forme tardive et assez originale du gothique en brique. 
Elle est rénovée, après un sérieux incendie en 1564, et consacrée à nouveau en 1581 et placée sous la protection du prince Nicolas Radziwill le Noir. L'extérieur demeure inchangé depuis et l'intérieur est ensuite décoré de stucs et d'ornements baroques, dont le majestueux maître-autel.
Pendant la campagne de Russie de 1812, Napoléon se serait exclamé à la vue de cette église qu'il était dommage qu'il ne pût la rapporter à Paris, mais les troupes françaises s'en servant comme d'une écurie, brûlent l'intérieur. L'église prend son aspect actuel, lors des restaurations des années 1840, quand la pierre est recouverte pour imiter la brique. Son clocher, édifié en 1746 et rénové en 1802, est abattu en 1872 pour élargir la rue. L'architecte russe Tchaguine en reconstruit un autre de côté, en néo-gothique. L'église est renforcée de structures métalliques au début du XXe siècle.
L'église Sainte-Anne ne ferme pas après la Seconde Guerre mondiale, les autorités municipales communistes permettent le culte, contrairement à d'autres églises, dont la cathédrale Saint-Stanislas, transformée en galerie de peintures et l'église des Bernardins contiguë.

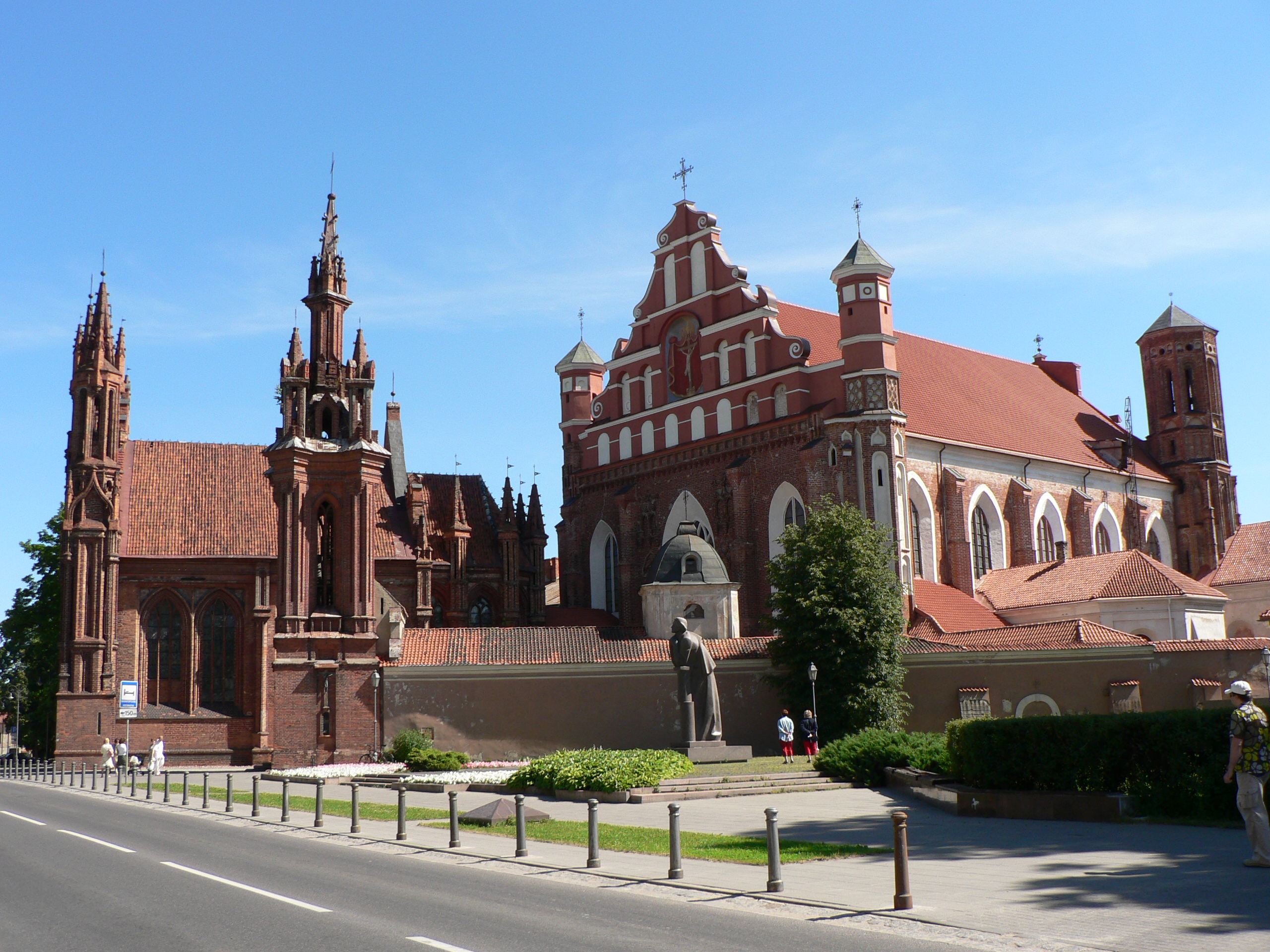
L'église Sainte-Anne vue de côté avec l'église des Bernardins.
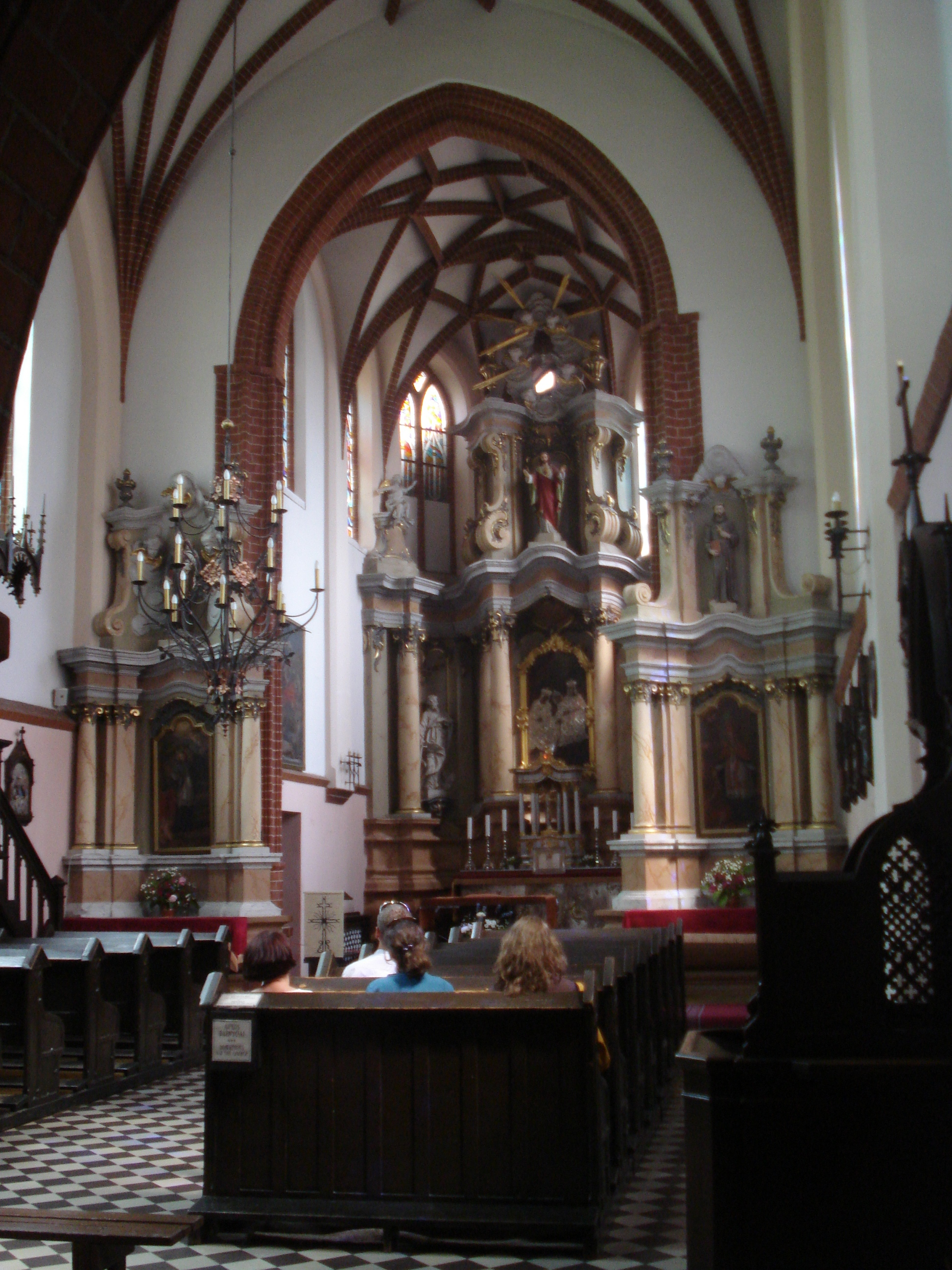
Intérieur de l'église.
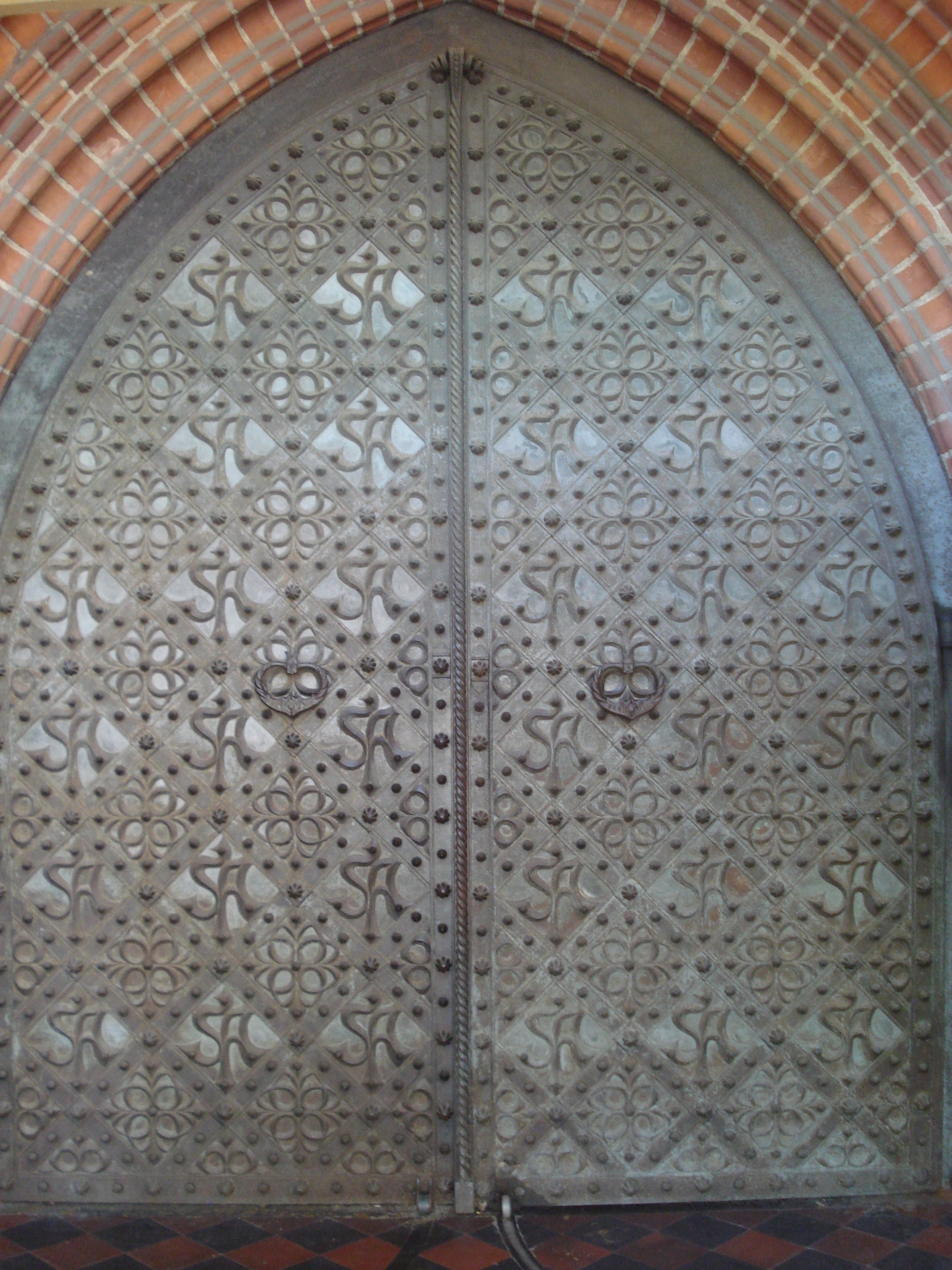
Porte en cuivre de l'église.